# Algă verde

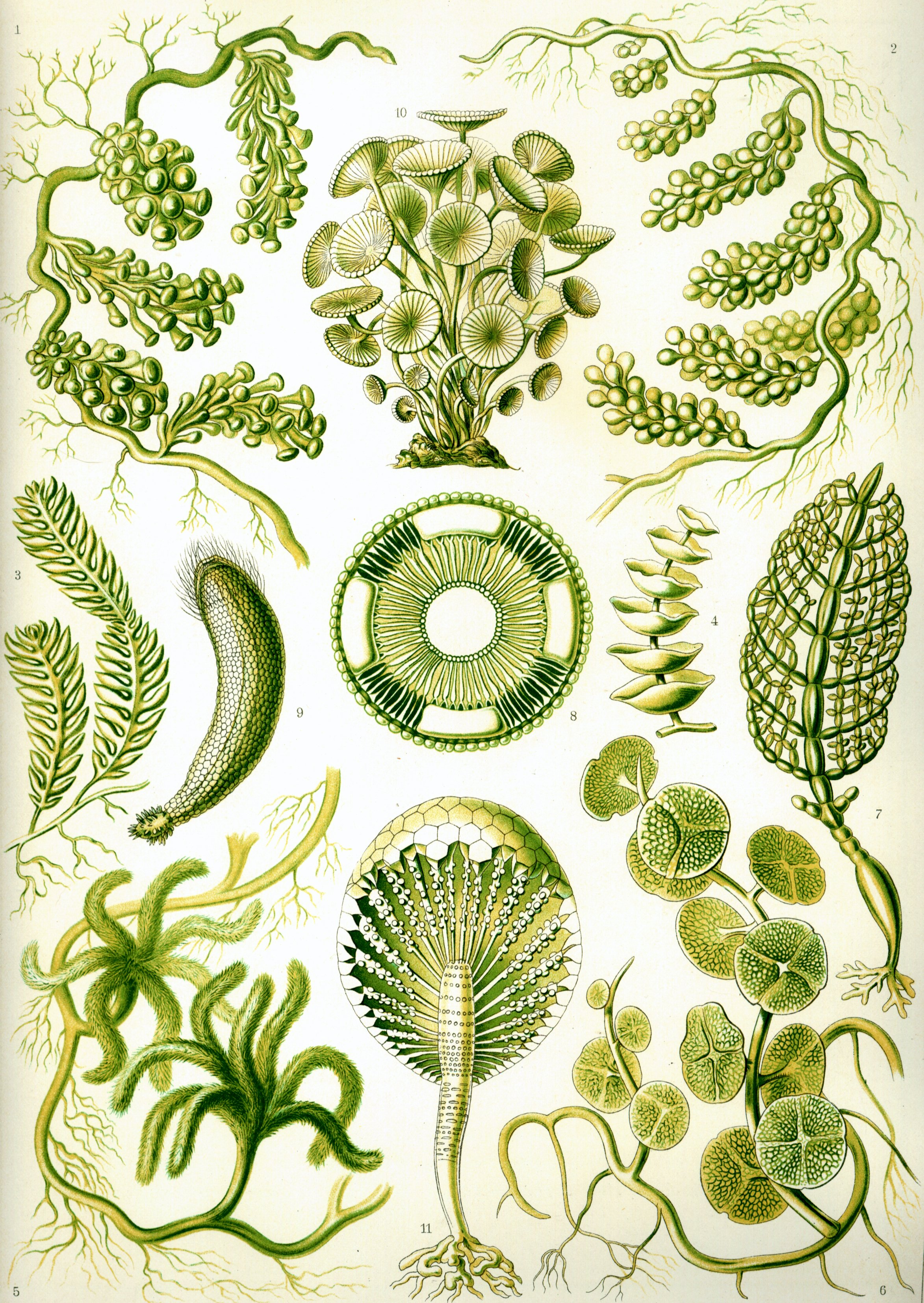

Algele verzi (Clorophyta) desemnează un grup de alge a căror pigmenți fotosintetici principali sunt clorofila, a și b, și pigmenți xantofili și carotenici. Unele alge verzi, Streptophyta, sunt originea plantelor terestre; această ipoteză este confirmată de prezența clorofilei și similarității a diferitelor părți ale plantei și algei, și de studiile filogenetice. Algele verzi nu formează un coerent complet, ele sunt reprezentate de diferiți taxoni ce sunt înrudiți filogenetic. Acestea prezintă caractere generale: trăiesc în ape dulci sau salmastre, pe soluri sau în locuri umede, au tal și se hrănesc autotrof. Predomină pigmentul verde datorită cloroplastului; nutrienții sunt depozitați sub formă de amidon în plastidă și în stromă. Reproducerea este, în principal, sexuată, dar poate fi și asexuată prin zoospori.

## Caracteristici
Clamidomonada - substanță comestibilă, bogata în vitamine minerale. 
Toate algele verzi prezintă caracteristici comune:
- pigmenți fotosintetizatori similari plantelor: clorofilă a și b, pigmenți xantofili și carotenici;
- pigmenții clorofilieni prezintă membrană dublă;
- perete celular alcătuit din 2 membrane: una din celuloză și cealaltă din pectină, glicozidă, xilan etc;
- reproducere predominant sexuală;
- reproducere asexuată prin zoospori;
- nutrienții sunt depozitați sub formă de amidon în plastidă și în stromă;
- diversitatea mediilor în care pot fi întâlnite.